# High and Mighty Color
HIGH and MIGHTY COLOR (japanskt uttal Hai ando maiti karā (ハイ・アンド・マイティ・カラー), förkortas ofta Haikara (ハイカラ)) är ett japanskt rockband inom nu metal-genren (eller mixture rock (ミクスチャー・ロック) med japansk terminologi). Soundet och upplägget liknar Evanescences. Gruppen bildades 2003. Alla utom sångerskan Maakii kommer ifrån Okinawa. Sitt stora genomslag fick bandet när deras sång Pride användes som ledmotiv till animeserien Gundam Seed: Destiny. Bland många animefans blev de även kända efter att deras sång Ichirin no hana (一輪の花, "Ensam blomma") varit ledmotiv till animeserien Bleach.

## Bandmedlemmar
- Sångerska: Maakii (マーキー)
- Sångare: Yuusuke (ユウスケ)
- Gitarr: Kazuto (カズト)
- Gitarr: MEG
- Bas: mACKAz
- Trummor: SASSY

## Diskografi

### Album
- G∞VER, 2005
- Gou on progressive (傲音プログレッシヴ), 2006
- San (参), 2007
- Swamp Man, 2009

### Singlar
- PRIDE, 2005
- OVER, 2005
- RUN☆RUN☆RUN, 2005
- Days, 2005
- STYLE ~get glory in this hand~, 2005
- Ichirin no hana (一輪の花), 2006
- Dive into Yourself, 2006
- Enrai ~Tooku ni Aru Akari~ (遠雷~遠くにある明かり), 2006
- Tadoritsuku Basho / Oxalis (辿り着く場所 / オキザリス), 2007
- Dreams, 2007
- Amazing, 2007
- Flashback / Komorebi no Uta (フラッシュバック / 木漏レビノ歌), 2008